# Terranjou
Terranjou község Franciaország Loire mente régiójában, Maine-et-Loire megyében. Új községként 2017. január 1-jén jött létre Chavagnes, Martigné-Briand és Notre-Dame-d’Allençon korábbi községek egyesítésével. 
Az egyesüléskor az új község lélekszáma 3854 fő lett. Lakosainak száma 3885 fő (2022. január 1.).

## Népesség
| Lakosok száma | 3910 | 3967 | 3979 | 3994 | 3950 | 3918 | 3885 |
|               | 2015 | 2017 | 2018 | 2019 | 2020 | 2021 | 2022 |